# Ulf Karlsen
Ulf Karlsen (Hemnes, 8 marzo 1966) è un ex calciatore norvegese, di ruolo difensore.

## Carriera

### Club
Karlsen giocò per il Bryne dal 1988 al 1990. L'anno successivo si trasferì al Viking, per cui esordì nella Tippeligaen il 28 aprile 1991, schierato titolare nel successo per 5-2 sullo Strømsgodset. A fine stagione, il club vinse il campionato. Segnò il primo gol nella massima divisione norvegese in data 2 maggio 1993, sancendo il successo per 1-0 sul Lillestrøm. Si ritirò dall'attività agonistica ad ottobre 1997, per poi tornare a giocare nella squadra riserve del Viking nel 2008.

### Nazionale
Conta 3 presenze per la Norvegia. Debuttò il 25 settembre 1991, impiegato come titolare nella sconfitta per 2-3 contro la Cecoslovacchia.

## Palmarès

### Club

#### Competizioni nazionali
- Campionato norvegese: 1

Viking: 1991